# Resolució 606 del Consell de Seguretat de les Nacions Unides
La Resolució 606 del Consell de Seguretat de les Nacions Unides, fou aprovada per unanimitat el 23 de desembre de 1987. Després de recordar la Resolució 602 (1987) i assenyalar l'informe del Secretari General de les Nacions Unides autoritzat per aquesta resolució, el Consell va condemnar Sud-àfrica perquè continués ocupació de parts del sud de la República Popular d'Angola i pel seu retard en la retirada de les seves forces de la zona.
El Consell va demanar al Secretari General que continués supervisant la retirada total, amb vista a obtenir un marc de temps complet des de Sud-àfrica. També li va demanar que informés el més aviat possible sobre la retirada.
El projecte de resolució 606 va ser presentat per Argentina, República Popular del Congo, Ghana, Emirats Àrabs Units i Zàmbia. El representant d'Angola va dir que mentre que Sud-àfrica anunciava la seva retirada, reforçava les seves posicions, mentre que la Força de Defensa de Sud-àfrica va dir que no podia proporcionar un calendari.